# Hania Humorek nie wyjeżdża na wakacje
Hania Humorek nie wyjeżdża na wakacje (ang. Judy Moody and the Not Bummer Summer) – amerykański film familijny z 2011 roku w reżyserii Johna Schultza. Wyprodukowany przez Relativity Media.

## Opis fabuły
Dobiega końca kolejny rok szkolny. Rezolutna rudowłosa Judy Moody (Jordana Beatty) na wakacje zostaje w domu. Razem z ciotką, bratem oraz kolegą Frankiem (Preston Bailey) dziewczynka rusza na poszukiwania Wielkiej Stopy.

## Obsada
- Jordana Beatty jako Judy Moody
- Parris Mosteller jako James "Stink" Moody
- Heather Graham jako ciotka Opal
- Janet Varney jako pani Moody
- Kristoffer Winters jako pan Moody
- Jaleel White jako pan Todd
- Preston Bailey jako Frank Pearl
- Taylar Hender jako Amy Namey
- Bobbi Sue Luther jako młoda kobieta
- Haley King jako Priscilla Granger

i inni